# Smiths Group
Smiths Group plc es una empresa británica multinacional especializada en diversas ramas de la ingeniería, con sede en Londres, Inglaterra. Opera en más de 50 países y emplea a 15.000 personas. El grupo cotiza en la Bolsa de Londres y forma parte del índice FTSE 100.

## Información general
Smiths Group tiene su origen en una tienda de joyería, S Smith & Sons, fundada por el relojero y empresario Samuel Smith. Al suministrar sus relojes de precisión a varios clientes, incluido el almirantazgo británico, la empresa creció rápidamente y se expandió hasta convertirse en un importante proveedor de relojes, diamantes e instrumentación para automóviles. El 21 de julio de 1914, la empresa se convirtió en una sociedad limitada y mantuvo este estatus durante más de cien años. Durante la década de 1950 se llevó a cabo una reestructuración significativa: se sentaron las bases de la división Smiths Medical Systems, mientras que Smiths Aviation y Smiths Marine se organizaron como divisiones separadas. Durante gran parte del siglo XX, la empresa fue el principal proveedor de instrumentos para las industrias británicas de automóviles y motocicletas, organizándose como Smiths Industries Ltd en 1960.
A finales de la década de 1970, los mercados de relojes e instrumentos automotrices habían disminuido gradualmente, hasta el punto de que pocos de los ingresos de Smith procedían de estas fuentes. En consecuencia, el grupo decidió dejar de participar como proveedor directo de la industria automovilística europea a principios de los años 1980. En 1984 se reorganizó en tres divisiones operativas principales: Industrial, Sistemas Médicos y Aeroespacial y Defensa. Smiths Aerospace se convirtió en una fuente clave de negocios para el grupo en general, abasteciendo a clientes tanto militares como civiles. La división médica de Smiths Group sería finalmente adquirida por ICU Medical en enero de 2022. En el siglo XXI, las principales actividades de la empresa han sido: la fabricación de sensores para detectar e identificar explosivos; productos y servicios para las principales industrias de procesos; productos que conectan, protegen y controlan sistemas críticos; y componentes de ingeniería que calientan y mueven fluidos y gases.

## Historia

### S Smith & Sons

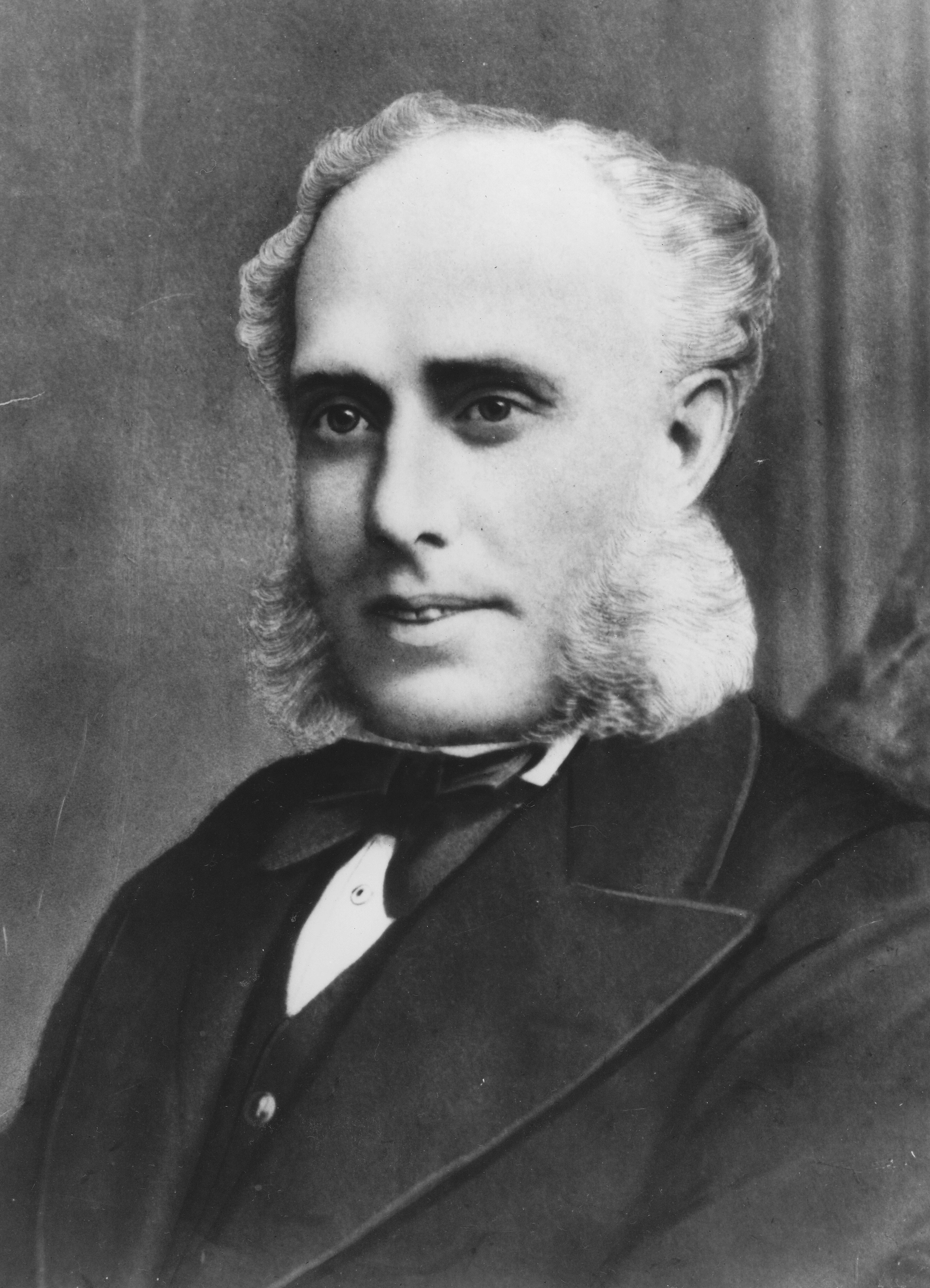
Samuel Smith (1826–75), fundador del Grupo Smiths

El negocio minorista de relojes e instrumentos cronométricos fue fundado por Samuel Smith como una tienda de joyería en el número 12 de Newington Causeway, en el sureste de Londres en 1851. En 1875, Samuel Smith murió a la edad de 49 años. Durante el tiempo que estuvo al mando, la empresa había experimentado una rápida tasa de crecimiento. Durante 1872, se trasladó el centro de operaciones al número 85 de The Strand, al lado del local de Charles Frodsham. En 1885, surgió una gran empresa que operaba en el comercio de diamantes, con sede en Grand Hotel Buildings, Trafalgar Square, y desde 1895 en el 68 de Piccadilly.
El grupo de empresas se dedicaron a producir relojes de precisión de alta calidad, especialmente el almirantazgo británico. Sus relojes de precisión eran fabricados por Nicole Nielsen, de Soho Square. Durante 1904, se lanzó a la venta minorista y mayorista de accesorios para motores de combustión de la marca Smiths. Nicole Nielsen produjo el velocímetro inicial de Smiths, el Perfect Speed-Indicator, cuya primera unidad se entregó al rey Eduardo VII, el monarca británico reinante, para el automóvil Mercedes de la casa real.
Durante 1907, para satisfacer la alta demanda de sus productos, Nicole Nielsen tuvo que abrir una nueva fábrica en Watford. Por esta época, Smiths también comenzó a fabricar algunos de sus propios productos para automoción, en particular velocímetros. A partir de 1913, todas las actividades de fabricación de accesorios se centralizaron en las hermosas instalaciones especialmente diseñadas en Speedometer House, 179-185 Great Portland Street ("Motor Row"). Las instalaciones en Strand se convirtieron en el salón de té Lyons, pero los establecimientos de joyería se mantuvieron en Trafalgar Square y en el 68 de Piccadilly. En ese momento, la producción de accesorios de automoción incluía: carburadores de chorro múltiple Smiths (diseñados por Trier & Martin), juegos de iluminación, faros delanteros, luces de posición, luces traseras, motores de arranque eléctricos y dinamos, generadores y la bocina mecánica Auto-Clear de Smith.
El 21 de julio de 1914 el Grupo Smiths se incorporó a la Bolsa de Londres, y la organización se ha mantenido presente en la bolsa durante más de cien años.

### Primera mitad delsigloXX

Velocímetro Nicole Nielsen, con la marca S. Smith & Son (hacia 1907)

El estallido de la Primera Guerra Mundial en 1914 contribuyó a que el Grupo Smiths obtuviera ganancias en múltiples mercados de todo el mundo, que anteriormente estaban en manos de la competencia alemana. En 1915, los nuevos contratos emitidos por la Oficina de Guerra británica para accesorios de aviones, equipos de iluminación y municiones requirieron la rápida construcción de una nueva fábrica de su propiedad, conocida como Cricklewood Works, edificada en Cricklewood (en el norte de Londres). En 1921, las actividades de la empresa en Great Portland Street se trasladaron a Cricklewood tras la compra de los antiguos talleres Metallurgique, situados junto a Cricklewood Works. Durante el período de entreguerras, los accesorios de la empresa se convirtieron en equipamiento estándar para los coches nuevos, todos ellos proporcionados por el fabricante.

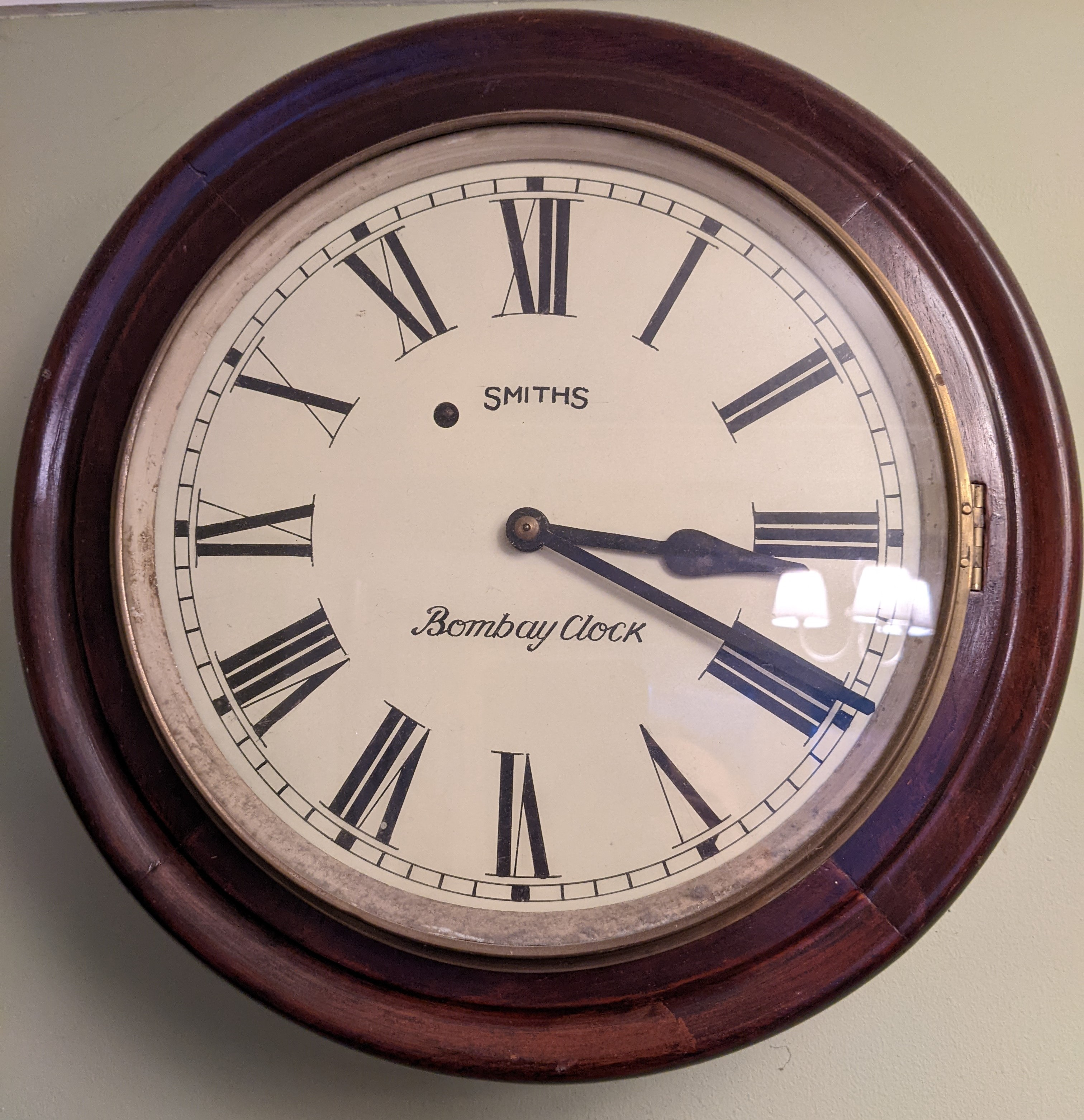
Reloj de pared Smiths "Bombay" (hacia 1920)

A principios del siglo XX, la era de los primeros automóviles, Smith & Sons vendió al por menor uno de los primeros odómetros (medidor del kilometraje recorrido) y velocímetro británicos. En la década de 1930, Smiths llegó a un acuerdo comercial con el fabricante rival británico Lucas, por el que las dos empresas no competirían en ciertas áreas, mientras que Lucas asumió parte de los activos no relacionados con la instrumentación de Smiths.

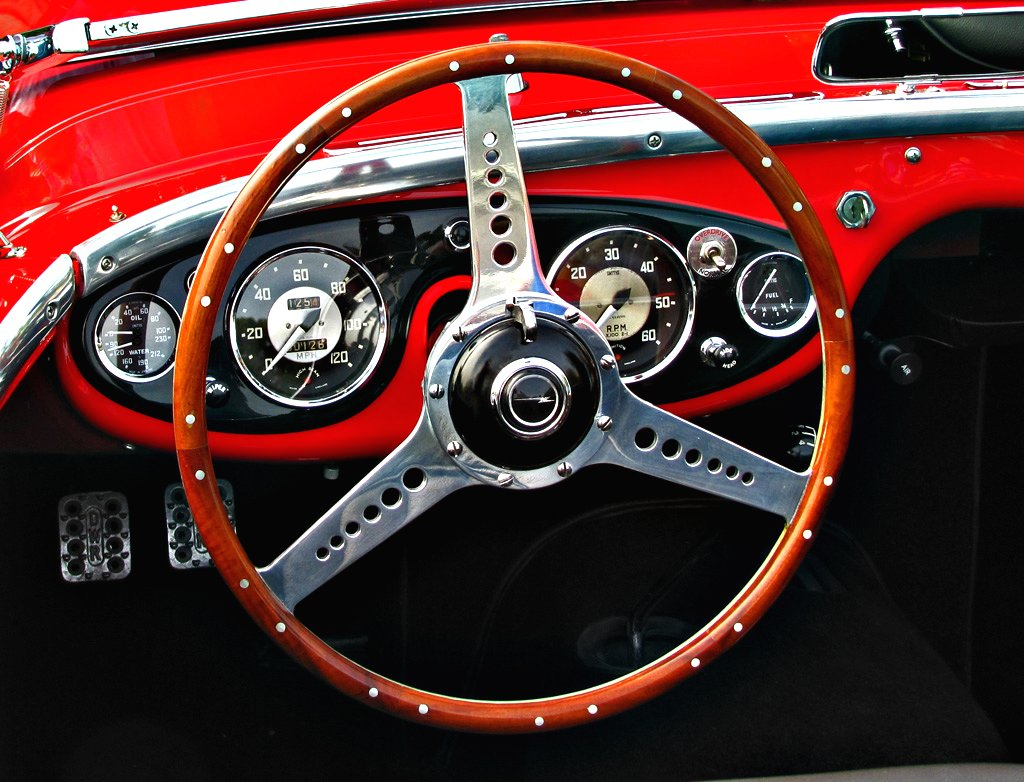
Instrumentos de la marca Smiths Instruments (1955)

Smiths se convirtió en el proveedor dominante de instrumentos para las empresas británicas de automóviles y motocicletas. Estos instrumentos de finales del siglo XX llevaban un logotipo distintivo, la palabra "SMITHS" serigrafiada en el centro del dial con una fuente de texto familiar para generaciones enteras de conductores.
Durante 1919 se compraron a Kenelm Lee Guinness los derechos de distribución de las bujías KLG. Smiths compró el 75 por ciento de Ed. Jaeger (Londres) Ltd en 1927 (que se convirtió en British Jaeger Instrument Company en 1932). También en 1927 compró la KLG Sparking Plug Company (Robinhood Engineering). El sistema de elevación hidráulica Jackall fue fabricado a partir de 1935 por Smith's Jacking Systems, e inmediatamente se convirtió en parte del equipo estándar en muchos automóviles populares. En 1937 se creó un departamento marítimo y aeronáutico independiente en la empresa matriz, que se llamó Smiths Aircraft Instruments. Operaba con la filial de Smiths, Henry Hughes and Son, que fabricaba diversos instrumentos para los mercados marítimo y de aviación.
En 1946, Smiths y la Ingersoll Watch Company fundaron en Gales la Anglo-Celtic Watch Company, una firma que durante un tiempo sería uno de los mayores productores de relojes de Europa, y que llegó a emplear hasta 1.420 trabajadores. Sin embargo, la fábrica de relojes se cerraría en 1980.

### Segunda mitad delsigloXX

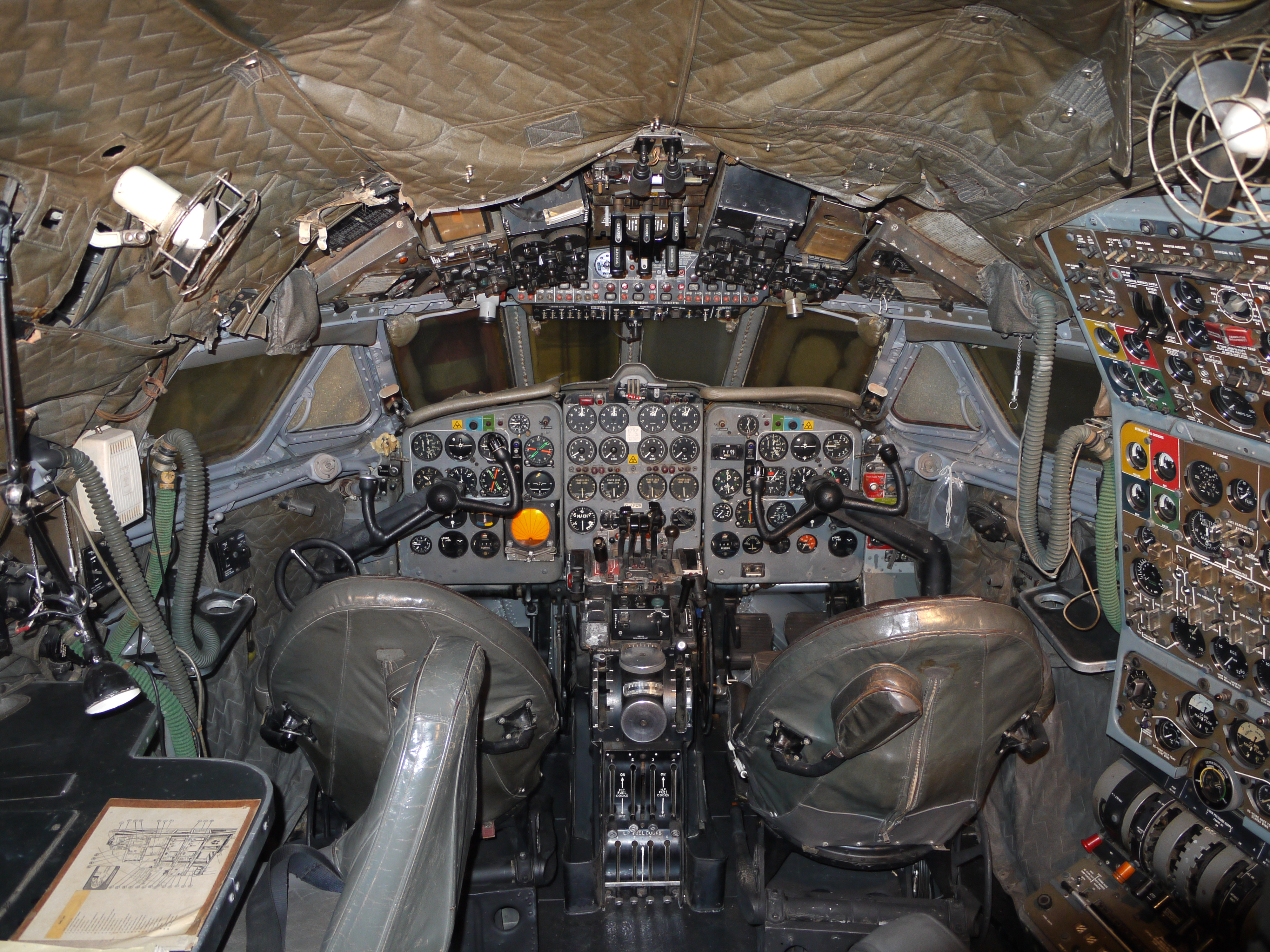
Instrumental de un reactor de Havilland Comet, de la marca S. Smith & Son (1949)

Edmund Hillary usó uno de los relojes de pulsera "De Luxe" de Smiths en su exitoso ascenso al Monte Everest (Rolex también suministró relojes, pero el único reloj usado hasta la cima fue uno de Smiths).
La década de 1950 fue un período de importante reestructuración para el Grupo Smiths. En 1958, Smiths Aviation y Smiths Marine se organizaron como divisiones separadas. Durante ese mismo año, la empresa adquirió una participación mayoritaria en Portland Plastics, que se convertiría en la base de la división Smiths Medical Systems.
En 1960, la compañía formó una nueva división industrial, cuyo objetivo principal era el desarrollo y producción de instrumentación industrial. Como medida para reflejar su creciente diversificación y operaciones internacionales, la empresa adoptó en 1967 el nombre Smiths Industries Ltd. En el momento de este cambio de nombre, la empresa fabricaba productos para los siguientes sectores: automoción, aeroespacial, embarcaciones, construcción, medicina, relojes, controles de electrodomésticos, instrumentos industriales, cerámica y electrónica.
A finales de la década de 1970, los mercados de relojes e instrumentos automotrices habían disminuido considerablemente, hasta el punto de que pocos de los ingresos de Smith procedían de estas fuentes. La importancia del mercado del Reino Unido también estaba disminuyendo para la empresa. Así, a principios del decenio de 1980, el 40 por ciento de los beneficios de Smith Industry se atribuían a sus mercados extranjeros. En línea con estas tendencias comerciales, la empresa se embarcó en un proceso de reorganización durante este período, lo que llevó a la adopción de una estructura descentralizada y a un estilo de gestión más flexible.

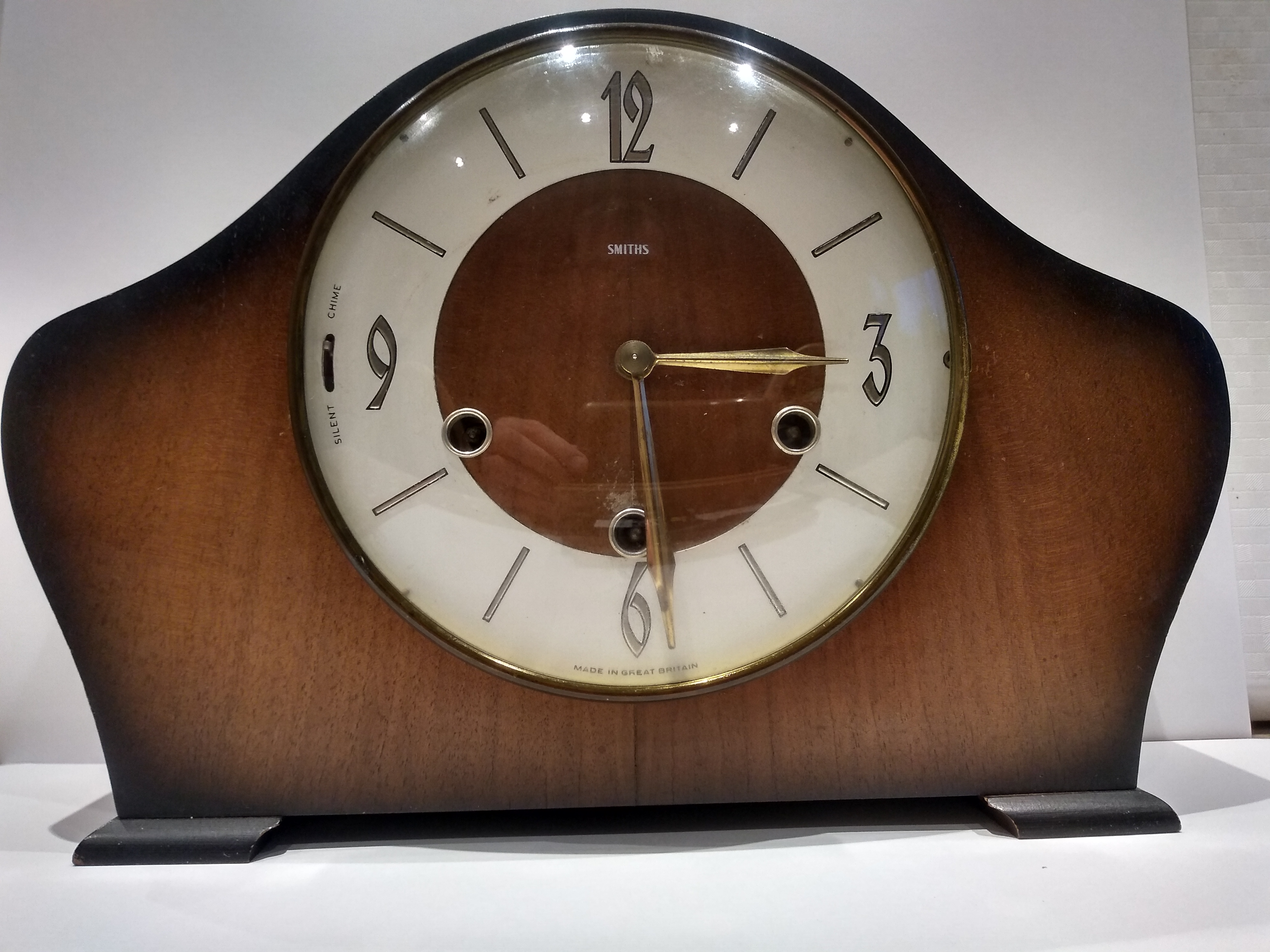
Reloj Amberly, fabricado por Smiths

Durante 1983, Smiths Industries decidió dejar de participar como proveedor directo de la industria automotriz europea, vendiendo su división de instrumentos para automóviles. La división fue adquirida inicialmente por Lucas y posteriormente por los propios empleados de la fábrica. Formaron una nueva empresa, Caerbont Automotive Instruments, que ha seguido produciendo instrumentos clásicos de la marca Smiths durante décadas con el beneplácito de Smiths Group plc.
En 1984, Smiths Industries se reorganizó en tres divisiones operativas principales: Industrial; Sistemas Médicos; y Aeroespacial y Defensa. Para fortalecer y hacer crecer estas divisiones, la empresa continuó con múltiples adquisiciones a finales de los años 1980 y 1990. En 1987, Smiths Industries compró Lear Siegler Holdings Corp, un especialista estadounidense en aviónica. Durante 1994, la empresa también adquirió Deltec, una empresa estadounidense de dispositivos médicos.

### SigloXXI
El 30 de noviembre de 2000, el nombre de la empresa se cambió a Smiths Group plc. El 4 de diciembre de 2000, se anunció que Smiths había completado una fusión con el TI Group, que tenía intereses en el sector aeroespacial, sistemas de sellado industriales y repuestos para automóviles. Durante el año siguiente, la firma transfirió su negocio automotriz recién adquirido a una entidad corporativa separada, creando TI Automotive, antes de que se consolidaran los planes para deshacerse de la nueva corporación. En julio de 2002, Smiths Group estableció una cuarta división, SmithsDetection, especializada en producir sensores y otros equipos para la detección de armas, explosivos, contrabando y diversas sustancias peligrosas.
A principios de la década de 2000, la filial aeroespacial de Smith, Smiths Aerospace, era un sector en crecimiento del grupo que abastecía a los mercados aeroespacial militar y civil, habiendo apuntado deliberadamente a una división 50/50 entre los dos sectores. En 2002, aproximadamente la mitad de los ingresos de la división procedían supuestamente del mercado de América del Norte. Históricamente, Smiths Group se posicionó como un proveedor aeroespacial de primer nivel y con frecuencia buscaba oportunidades de adquisición relevantes para ampliar su presencia en este campo. En octubre de 2004, Smiths Aerospace compró Integrated Aerospace, un proveedor de equipos estadounidense. A principios de 2007, GE Aerospace, una división del conglomerado estadounidense General Electric, anunció que iba a adquirir Smiths Aerospace por 4.800 millones de dólares. Smiths Group afirmó que optó por vender su división aeroespacial, que en ese momento era rentable, para invertir en otras áreas del negocio. Esta transferencia de propiedad requirió la aprobación de los reguladores antimonopolio tanto en Europa como en Estados Unidos.
En septiembre de 2011, Smiths Group adquirió la empresa de tecnología energética con sede en Estados Unidos, Power Holdings Inc., por 145 millones de libras. El 21 de abril de 2016, se anunció que Smiths Group estaba en proceso de adquirir MorphoDetection LLC, una subsidiaria de Safran con sede en EE. UU., que se integró en la división SmithsDetection.
Durante la década de 2010, el grupo aumentó sustancialmente la inversión en sus programas de investigación y desarrollo. Como parte de esta iniciativa, se fundó la compañía Digital Forge en California. En 2018, según se informa, la empresa obtenía el 15 por ciento de sus ingresos de sus inversiones en el desarrollo de nuevos productos. La dirección manifestó su intención de que el 40 por ciento de los ingresos futuros se obtengan a través de dichas fuentes.
En enero de 2022, ICU Medical completó la adquisición de la división médica de Smiths Group.
Tras la invasión rusa de Ucrania de febrero de 2022, la empresa siguió operando en Rusia a través de su filial John Crane Iskra LLC, que pertenece en un 50 % a Smiths Group.
La firma suministró componentes para el aterrizaje de la misión Chandrayaan-3 en la cara oculta de la Luna en agosto de 2023.

## Operaciones
El Grupo Smiths está organizado en cuatro divisiones separadas:

### SmithsDetection
SmithsDetection diseña y fabrica sensores para detectar e identificar explosivos, armas, agentes químicos, riesgos biológicos, material nuclear y radiactivo, narcóticos y contrabando. Estos sensores se utilizan ampliamente en aeropuertos, controles de carga en puertos y fronteras, en edificios gubernamentales y en otras infraestructuras críticas, así como por los servicios militares y de emergencia. Es el mayor fabricante mundial de productos en este sector.

### John Crane
John Crane ofrece productos y servicios para sectores industriales y extractivos, como los de combustibles fósiles, generación de energía eléctrica, sustancias químicas, medicamentos, industria papelera y minería.

### Smiths Interconnect
Smiths Interconnect diseña y fabrica componentes electrónicos, subsistemas, productos de microondas y radiofrecuencia que conectan, protegen y controlan sistemas críticos en los mercados de defensa, aeroespacial, de comunicaciones e industrial.

### Flex-Tek
Flex-Tek suministra componentes de ingeniería que calientan y mueven fluidos y gases para los mercados aeroespacial, médico, industrial, de construcción y de electrodomésticos.

## Gestión
En 2015, Smiths nombró a Andrew Reynolds Smith como director ejecutivo, sustituyendo a Philip Bowman. Inmediatamente antes de unirse a la firma, Smith fue director ejecutivo de GKN Automotive. En mayo de 2021, Smiths nombró a Paul Keel como su director ejecutivo, en sustitución de Andrew Reynolds Smith. Antes de unirse a Smiths, Keel fue presidente del grupo de la División de Consumidores de 3M. En marzo de 2024, Roland Carter reemplazó a Keel como director ejecutivo: Carter había trabajado en la empresa durante más de 30 años y anteriormente fue presidente de SmithsDetection y Smiths Interconnect.

## Lectura adicional
- Nye, James (2014). A Long Time in Making - The History of Smiths. Oxford University Press. ISBN 978-0198717256.

- Datos: Q2295406
- Multimedia: Smiths Instruments / Q2295406